# Famille Brunhes
Pour les articles homonymes, voir Brunhes.
Cette page explique l’histoire ou répertorie les différents membres de la famille Brunhes).
La famille Brunhes est une famille originaire du Cantal, qui a donné plusieurs universitaires remarquables.

## Principaux membres
- Julien Brunhes (1833 - 1895), fils de Bernard Brunhes (1790 - 1842)[1],[2], maître sabotier à Aurillac et de Marie Conort (1792 - 1862), de Jussac, et neveu de Jean-Baptiste Brunhes (1796 - 1866), dit l'Abbé Brunhes, aumônier et professeur de philosophie en 1824 au collège d'Aurillac, abbé chanoine supérieur du couvent Sainte-Claire, qui a laissé un journal. Professeur de physique au lycée de Toulouse, Julien Brunhes est nommé à la fin de sa carrière doyen à la Faculté des Sciences de Dijon. Il se marie en 1866 à Saint-Flour avec Nathalie Durand, et ils ont sept enfants, dont :
  - Bernard Brunhes (1867 - 1910), ancien élève de l'École normale supérieure, astro-physicien, géologue, directeur de l'observatoire météorologique du Puy-de-Dôme. Il épouse en 1896 à Dijon Marie Renardet (1876 - 1960) avec laquelle il a quatre enfants, dont :
    - Julien Brunhes (1900 - 1986), député puis sénateur de la Seine, époux d'Andrée Arnoux, la fille de l'artiste peintre Guy Arnoux.
      - Leur fille Marie Luce Brunhes (1937 - 2021), dite Marielle, est la mère du réalisateur Laurent Boutonnat, du producteur de cinéma Dominique Boutonnat et de la journaliste Stéphanie Boutonnat.
      - Leur fils Bernard Brunhes (1940 - 2011), ancien élève de l'École polytechnique, est un expert en management des ressources humaines et des politiques sociales.

    - Geneviève Brunhes (1902 - 1971), qui a trois fils : Henri Leflaive, aviateur, Remi Leflaive polytechnicien et géophysicien, et Étienne Leflaive, ingénieur de Centrale.

  - Jean Brunhes (1869 - 1930), ancien élève de l'École normale supérieure, géographe, membre, lors de sa fondation en 1898, de la Société de la Haute-Auvergne. Il épouse en premières noces en 1896 à Paris Henriette Hoskier (1872 - 1914), qui est la fille d’Émile Hoskier (1830-1915), banquier et consul du Danemark en France, et la nièce d'Herman Hoskier (1832 - 1904), banquier d'affaires britannique d'origine danoise. Le couple, formé en 1896, a été parmi les fondateurs en France de la Ligue sociale d’acheteurs, créée à Paris en 1902, association influencée par la doctrine sociale du pape Léon XIII qui visait, de manière très originale, à responsabiliser les femmes dans leur statut de consommatrices – listes de commerçants respectant certaines règles sociales et d'hygiène, etc. –, tout en se penchant sur les conditions de travail des ouvriers et des employés de la France de l'époque. À la suite de ces engagements, le couple publiera en 1901 Ruskin et la Bible : pour servir à l’histoire d’une pensée chez Perrin.
    - Leur fille Mariel Jean-Brunhes Delamarre (1905 - 2001), épouse du sculpteur Raymond Delamarre (1890 - 1986), est une géographe qui a parcouru pendant de très longues années les campagnes françaises et de nombreuses régions rurales, de la Chine au Canada en passant par les pays d'Europe. Chercheur au CNRS, elle a publié chez Gallimard de nombreux travaux sur la vie rurale. Dans la Bibliothèque de la Pléiade, elle a codirigé les collections de géographie générale et régionale, et participé à celle consacrée à l'ethnographie, approfondissant alors les liens entretenus dans les recherches de Jean Brunhes, par cette dernière discipline, avec la géographie. Elle a été chargée des départements des techniques agricoles et pastorales au Musée national des arts et traditions populaires. Elle a surtout été l'auteur - avec Pierre Deffontaines - de la Géographie universelle publiée en trois volumes par Larousse en 1958.

  - Louis Brunhes (1870 - 1914), ancien élève de l'École polytechnique, administrateur délégué de la Société d'Électricité du Chablais.
  - Gabriel Brunhes (1874 - 1949), ordonné prêtre en 1900, d'abord curé, puis grand vicaire de Saint-Flour, ensuite en 1932 évêque de Montpellier jusqu'à sa mort.
  - Joseph Brunhes (1876 - 1949), avocat à la Cour d'Appel de Dijon.
- Edmond Brunhes (1834 - 1916), également fils de Bernard Brunhes et de Marie Conort, mathématicien, en religion frère Gabriel-Marie, 14e supérieur général de l'Institut des Frères des Écoles Chrétiennes (de 1897 à 1913).

## Pour approfondir